# François-Joseph de Lagrange-Chancel
Pour les articles homonymes, voir Lagrange et Chancel (homonymie).
Charles François-Joseph Victor de Chancel, dit Lagrange-Chancel, né au château d'Antoniac à Razac près de Périgueux en Périgord (département actuel de la Dordogne) le 1er janvier 1677, et mort au même endroit le 29 décembre 1758, est un auteur dramatique et poète français.

## Biographie
Lagrange-Chancel a dit : « Je ne savais pas lire que je savais rimer ». Enfant prodige, il composa très jeune des vers sur toute sorte de sujets. Dès qu'il sut lire, il dévora les pièces de Pierre Corneille et les romans de La Calprenède. À sept ans, il fut mis au collège de Périgueux, puis fut envoyé à Bordeaux poursuivre ses études. Il y découvrit le théâtre et se mit à composer des pièces qu'il interprétait avec d'autres enfants. Il choisit de porter à la scène un fait divers récemment arrivé dans la ville ; ce sujet souleva des protestations et la mère de Lagrange-Chancel ferma le théâtre et envoya le jeune auteur, alors âgé de quatorze ans, à Paris.
Il arriva dans la capitale muni de sa tragédie Jugurtha et ne tarda pas à se faire une réputation dans les salons par sa facilité à versifier. La princesse de Conti, charmée par un sonnet qu'il avait composé, l'admit au nombre de ses pages, et, enthousiasmée par Jugurtha, présenta son protégé à Louis XIV, qui demanda à Jean Racine, alors retiré du théâtre, de le guider dans ses entreprises littéraires. Jugurtha, remanié, fut donné au théâtre le 8 janvier 1694 sous le titre d'Adherbal, roy de Numidie, et remporta un très vif succès, alors que l'auteur n'avait que dix-sept ans. Lagrange-Chancel fut nommé lieutenant dans le régiment du roi, puis dans les mousquetaires, et obtint enfin la charge de maître d'hôtel ordinaire de la  princesse palatine, épouse de Monsieur.
Selon Lagrange-Chancel, en 1713, le duc de La Force, familier du duc d'Orléans, avec qui l'auteur s'était lié, lui déroba sa tragédie Ino et Mélicerte, l'une de ses meilleures pièces. Ce fut le signal d'une brouille et la haine de Lagrange-Chancel s'étendit au Régent Philippe d'Orléans qui avait pris le parti du duc. Selon d'autres, Lagrange-Chancel fut excité contre le duc d'Orléans par la petite cour de Sceaux, autour du duc du Maine.
En tout état de cause, le poète composa contre le Régent des odes satiriques d'une très grande violence qu'il intitula Les Philippiques. Elles circulèrent sous forme de copies manuscrites et firent un bruit énorme. Il y accusait notamment le duc d'Orléans d'avoir tenté d'empoisonner le jeune Louis XV et d'être l'amant de sa propre fille, Marie-Louise-Élisabeth d'Orléans, duchesse de Berry. La rumeur publique attribuait au Régent la paternité des grossesses clandestines de cette jeune veuve dépravée dont les amours débridées ne cessaient d'alimenter la chronique scandaleuse de la Régence et que le poète compare à Julie[Qui ?] et Messaline. Impliqué dans une conjuration contre le Régent, Lagrange-Chancel fut emprisonné aux îles de Lérins d'où il s'évada au bout de deux ans. Il s'enfuit en Sardaigne, en Espagne, puis en Hollande où il composa une quatrième Philippique, puis une cinquième juste après la mort du Régent. En 1728, il put rentrer en France grâce au duc de Bourbon, à qui il fournit certains renseignements secrets.
Il fit représenter quelques tragédies : Cassius et Victorinus, sur un sujet pieux, qu'il dédia à sa protectrice la princesse de Conti ; Orphée, qui échoua ; Pygmalion qui fut refusé par les Comédiens-Français. Lagrange-Chancel renonça alors au théâtre et se retira en Périgord, dans son château d'Antoniac où il se consacra à des travaux historiques.
Il est mort en 1758 dans son château d'Antoniac à Razac et est enterré dans l'église paroissiale Notre-Dame.

## Œuvres

### Postérité littéraire
Lorsque Lagrange-Chancel parut dans Paris, on voulut voir en lui le successeur de Racine. Mais aucune de ses pièces — dont certaines eurent du succès — ne justifia cet espoir. La meilleure d'entre elles, Amasis, souffre de la comparaison avec la Mérope (1743) de Voltaire, sur le même sujet. Si l'auteur a le sens du théâtre et des situations dramatiques, les caractères sont froids et faux et la versification dure et prosaïque.
Les Philippiques ne sont pas sans talent et sont animées par un certain souffle, mais c'est celui de la haine et de l'exagération plus que celui de la poésie.

### Œuvres dramatiques
- Adherbal roy de Numidie (ou Jurgurtha), tragédie, représentée le 8 janvier 1694.
- Oreste et Pylade, tragédie, 1697.
- Méléagre, tragédie, 1699.
- Athénaïs, tragédie, 1699.
- Amasis, tragédie, 1701.
- Médus, roi des Mèdes, tragédie lyrique en cinq actes et un prologue, musique de François Bouvard, représentée à l'Académie royale de musique le 23 juillet 1702.
- Alceste, tragédie, 1703.
- Cassandre, tragédie lyrique, représentée à l'Académie royale de musique le 22 juin 1706.
- Ino et Mélicerte, tragédie, 1713.
- La Fille supposée, comédie en cinq actes en vers, représentée sans succès au Théâtre-Français le 11 mai 1713, non imprimée[13].
- Ariane, tragédie lyrique en cinq actes et un prologue, en collaboration avec Pierre-Charles Roy, musique de Jean-Joseph Mouret, représentée à l'Académie royale de musique le 6 avril 1717.
- Les Jeux olympiques ou le prince malade, comédie héroïque, représentée pour la première fois à la Comédie-Italienne, le 12 novembre 1729.
- Erigone, tragédie jouée à Versailles le 20 décembre 1731. Cette pièce fut un échec.
- Cassius et Victorinus, martyrs, tragédie chrétienne tirée de Grégoire de Tours, représentée le 6 octobre 1732.
- Orphée, tragédie en machines, non représentée, 1736.
- La Mort d'Ulysse, tragédie, non représentée.
- Le Crime puni, tragédie, non représentée, qui figure dans le 4e tome des œuvres de Lagrange-Chancel. C'est une imitation du Festin de Pierre[14].

## Famille
- Léonard de Chancel[15] (†1686), seigneur de La Grange, marié en 1666 à Anne Bertin, demoiselle d'Antoniac, fille de Pierre Bertin, avocat, et d'Honorette de Puybertrand
  - François-Joseph de Chancel (1677-1758), seigneur de La Grange, marié en 1708 avec Jeanne Marie du Cluzel (1687- ), tante de François Pierre du Cluzel,
    - Marie-Constance de Chancel, née le 2 février 1709, mariée en 1737 à Nicolas Lefebvre de La Faluère, seigneur de Noizay,
    - Anne-François de Chancel, né le 6 juillet 1710, officier dans le régiment de Chartres, mort le 1er juillet 1743 de blessures reçues à la bataille de Dettingen,
    - François Victor de Chancel (1712-1803), seigneur de La Grange et d'Antoniac, capitaine de dragons[16], marié en 1746 à Marie Martin de Nantiat (1731-1782),
      - Charles Gaspard de Lagrange-Chancel (1754-1801), garde du corps du roi,

    - Françoise de Chancel, née le 29 octobre 1715.

  - Louis de Lagrange-Chancel (1678-1745), chevalier de Lagrange, entré gentilhomme garde de la marine à Toulon en mars 1694 grâce à l'appui du duc du Maine, il a participé au premier voyage en Chine de L'Amphitrite en 1698 (La Rochelle, 7 mars 1698 - île de Sancian, 5 octobre - Macao, 24 octobre, Canton, 31 octobre 1698 - 26 janvier 1700 - Port-Louis, 3 août 1700) sous le commandement du chevalier de La Roque[17],[18]. De retour à Port-Louis en août 1700, il est reçu le 17 décembre dans l'ordre de Saint-Lazare. Il est nommé enseigne de vaisseau en janvier 1703. Il est lieutenant général garde-côtes maritimes en 1710, puis capitaine général gardes-côtes dans l'étendue de la capitainerie d'Entre-Deux-Mers en 1713. Il s'est désolidarisé de son frère quand celui-ci a été condamné à la prison. Il a été fait chevalier de Saint-Louis le 23 décembre 1721. Il a rédigé deux volumes de voyages faits dans diverses provinces de France[19],[20]. Il a reçu la commanderie de Périgueux dépendant de l'ordre de Saint-Lazare le 9 décembre 1732. Après une quarantaine d'années de service dans la marine royale, il prend sa retraite chez son frère, à Antoniac, où il a écrit ses mémoires.
  - Marguerite de Chancel, née le 5 mai 1680, mariée en 1702 à Jean-Baptiste Stoppa, capitaine aux Gardes suisses, neveu du lieutenant général des armées du roi, colonel du régiment des Gardes suisses, Jean-Pierre Stoppa.
  - Pierre-Jean de Chancel naît le 4 mai 1685, et meurt enseigne de vaisseau sur le Fidelle au cours d'une tempête au retour de l'expédition de Rio de Janeiro commandée par René Duguay-Trouin, en 1711.
  - Honorée de Chancel, morte avant 1700.

## Hommages
Depuis une délibération municipale de Périgueux datant du 17 mars 1873, une rue de la ville porte son nom,.
Sa commune natale, Razac-sur-l'Isle, a également une voie à son nom. De plus, il est enterré dans l'église paroissiale du lieu et un médaillon sculpté le représentant est accroché à l'extérieur de l'église.
De même, Saint-Astier, ville importante proche de Razac-sur-l'Isle, a une rue du même nom.

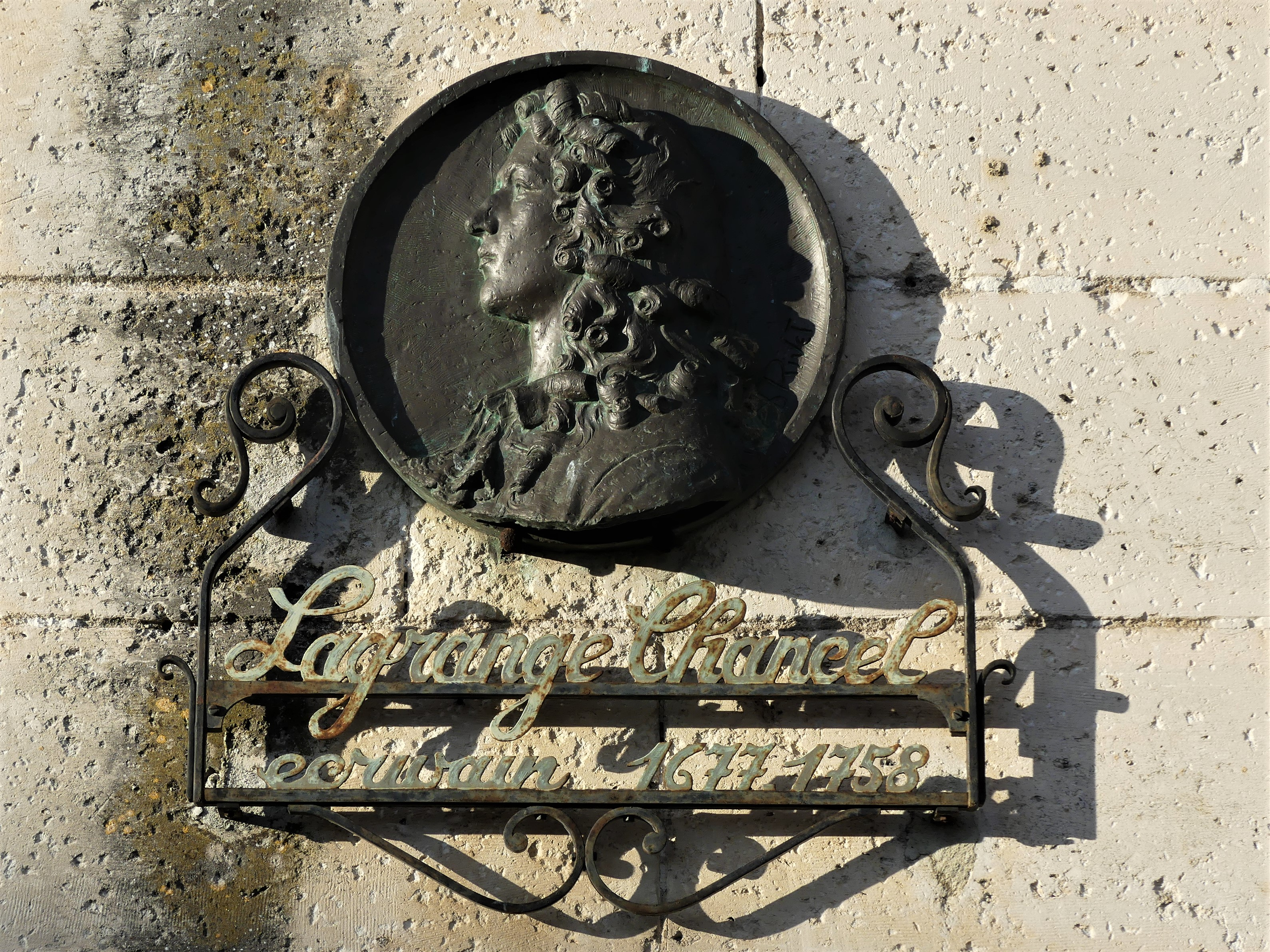
Médaillon sur le contrefort sud-est de l'église de Razac-sur-l'Isle.
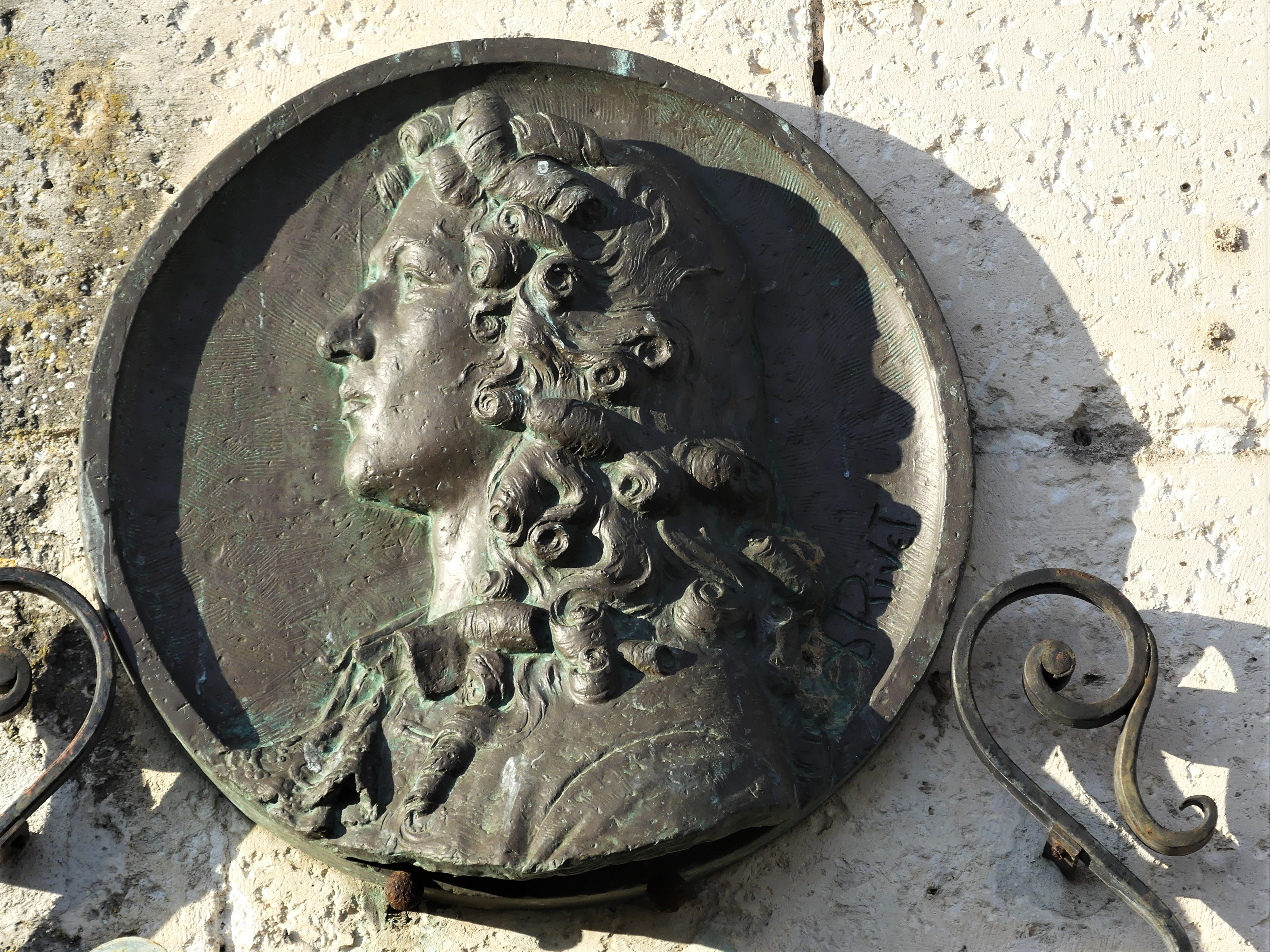
Idem.
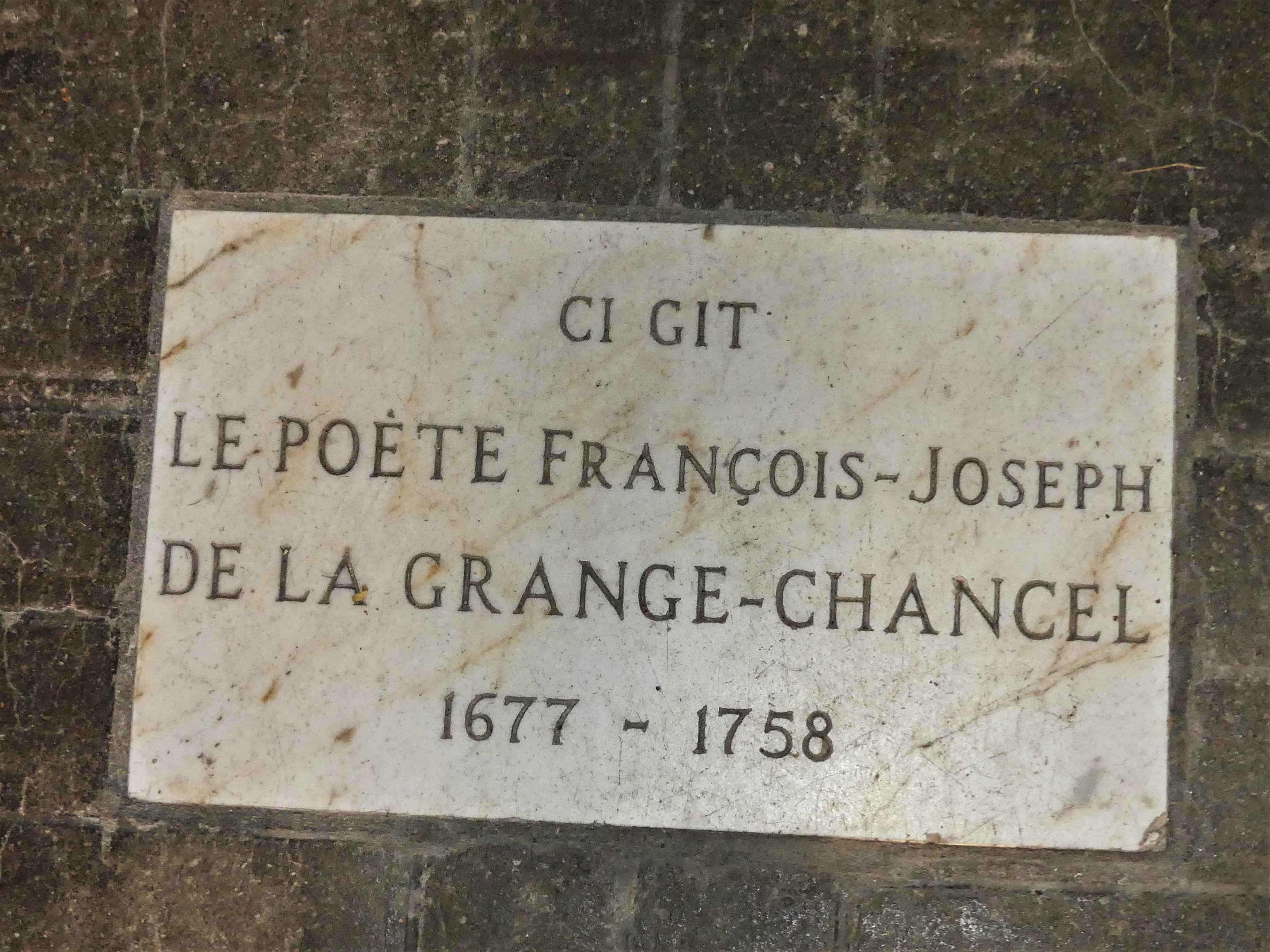
Plaque à l'entrée de la nef de l'église de Razac-sur-l'Isle.